# Theresa Amerley Tagoe
Theresa Amerley Tagoe (13/12/1943 – 25/11/2010) là một nữ chính trị gia Ghana và là thành viên hàng đầu của Đảng Yêu nước mới và là cựu thành viên Nghị viện của Quốc hội Ablekuma.

## Đầu đời
Tagoe, người Nga, sinh ngày 13 tháng 12 năm 1943.

## Giáo dục
Tagoe có trình độ học vấn trung học tại Trường Trung học Phổ thông Aburi Girls, nơi cô là trường trưởng. cá khô trên đường phố Accra.

## Sự nghiệp chính trị
Theresa Tagoe cũng là phó Bộ trưởng Vùng Greater Accra và Thứ trưởng Bộ Đất đai, Lâm nghiệp và Mỏ dưới thời chính quyền của John Kufuor trước đây.
Tagoe cũng từng là nhà tổ chức phụ nữ quốc gia của Đảng Yêu nước mới.

## Di sản
Tagoe từng là thành viên của Hội đồng Nhà nước và là thành viên trọn đời của Hội đồng Lãnh đạo Thế giới Phụ nữ.

## Cuộc sống cá nhân
Theresa Amerley Tagoe có hai con trai.